# Братерська-Дронь Марина Тарасівна
Марина Тарасівна Братерська-Дронь (нар. 8 лютого 1958, Київ) — українська кінознавиця, філософ, педагог. Завідувачка кафедри кінознавства Київського національного університету театру, кіно і телебачення імені І. К. Карпенка-Карого з 2013 року.
Доктор філософських наук (2004), кандидат мистецтвознавства (1990). Професор (2005), академік Української академії наук. Заслужена працівниця культури України (2019).

## Життєпис
Народилась 8 лютого 1958-го року у Києві. Планувала стати акторкою. У 1977-му році закінчила театральну студію при театрі імені Івана Франка, майстерня Володимира Лизогуба і Поліни Нятко.

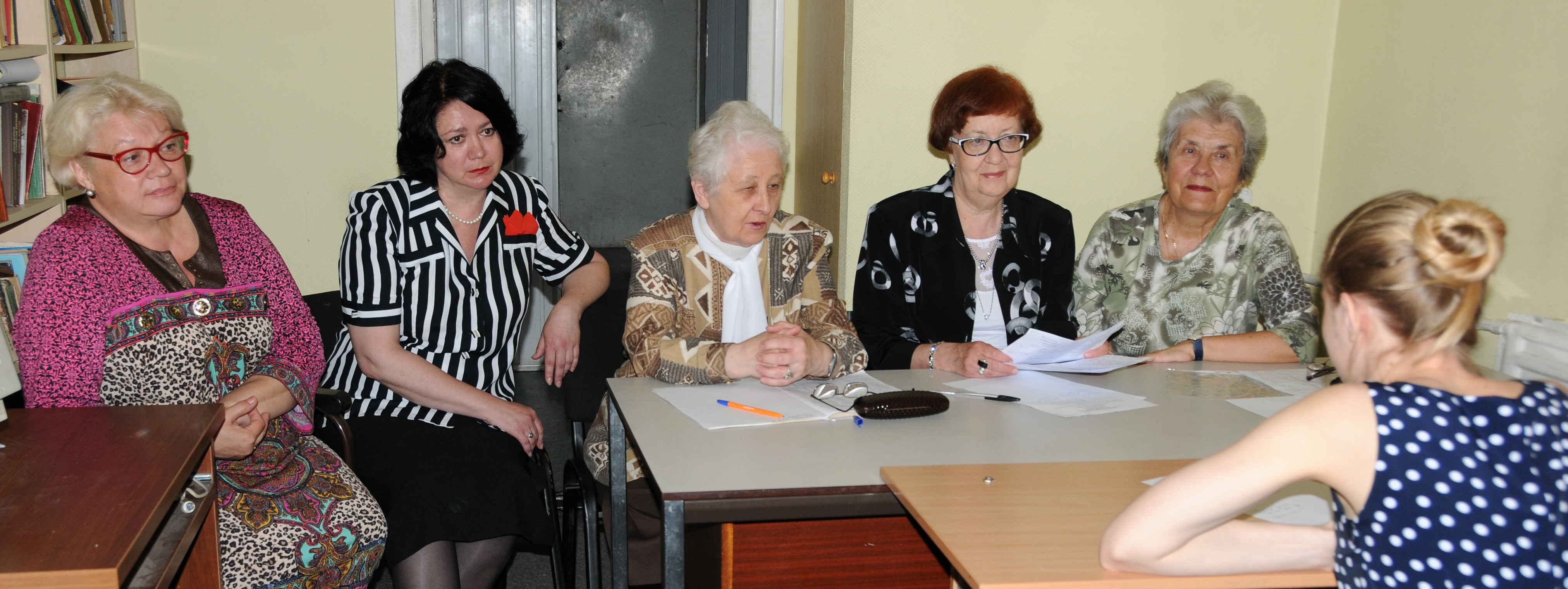
Марина Братерська-Дронь (друга ліворуч) на випускних екзаменах кафедри кінознавства, червень 2014 року

Після навчання в студії змінила вектор діяльності: вступила до університету театру, кіно і телебачення імені Карпенка-Карого, який закінчила з дипломом кінознавиці у 1982-му році.
З 1983-го року викладає у своїй alma mater. У 1990-му році здобула науковий ступінь кандидата мистецтвознавства, захистивши дисертацію на тему «Эволюция советского научно-фантастического фильма» (науковий керівник — професор Борис Буряк).
У 2004-му році здобула науковий ступінь доктора філософських наук, захистивши дисертацію на тему «Моральнісний вимір філософії космізму». Через рік затверджена у вченому званні професора. З 2013-го року — завідувачка кафедри кінознавства. У 2019-му році нагороджена званням «Заслужений працівник культури України».
Досліджує етико-філософські проблеми кіномистецтва. Авторка великої кількості наукових робіт, зокрема, монографій. Постійно друкується в «Науковому віснику» університета ім. Карпенка-Карого.

### Родина
- Дідусь — актор, заслужений артист УРСР Микола Братерський (1898—1956)
- Батько — скульптор Тарас Братерський (1926—2011).
- Чоловік — державний службовець, колишній працівник Департаменту у справах релігій та національностей Міністерства культури України Володимир Дронь.

## Науковий доробок (частковий)
- «Эволюция советского научно-фантастического фильма»: диссертация кандидата искусствоведения : 17.00.03 / Братерская-Дронь М. Т.; Ленингр. гос. ин-т театра, музыки и кинематографии им. Н. К. Черкасова. — Ленинград, 1990. — 139 с.
- «Кінематографічна модифікація ідеї космізму. Художня культура: історія, теорія, практика»: зб. наук. ст. / Київ. 1997. С. 235—240.
- «Від поняття „розумності“ Арістотеля до „розумного егоїзму“ російського космізму: етичний аспект проблеми» / М. Т. Братерська-Дронь; Вісник Приазовського Державного Технічного Університету, 1998
- «Художній аспект творчості вчених-космістів. Актуальні проблеми історії, теорії та практики художньої культури»: зб. наук. пр. : в 2 ч. Київ. 1998. Ч. 1. С. 135—146.
- «Проблема Абсолюту в етиці вчених-космістів. Актуальні філософські та культурологічні проблеми сучасності»: зб. наук. пр. — Київ: КДЛУ, 1999. С. 237—345.
- «Етика космізму: проблема людських стосунків» / М. Т. Братерська-Дронь. — К. : Парламентське вид-во, 2002. — 263 с.
- «Моральнісний вимір філософії космізму»: дис… д-ра філос. наук: 09.00.07 / Братерська-Дронь Марина Тарасівна ; Ін-т філос. ім. Г. С. Сковороди НАН України. — К., 2004. — 380 арк.
- «Проблеми сучасної філософії: моральнісний аспект наукової творчості» / М. Т. Братерська-Дронь // Культура народов Причерноморья. — 2004. — № 51. — С. 117—120.
- «Етичний аспект антропологічної концепції К. Е. Ціолковського» / М. Т. Братерська-Дронь // Гуманітарний часопис. — 2004. — № 1. — С. 5-13.
- «Значення феноменів інтуїції і фантазії у творчому процесі» / М. Братерська-Дронь // Сучасне мистецтво. — 2005. — Вип. 2. — С. 31-36.
- «Генезис сучасної кінофантастики» / М. Т. Братерська-Дронь // Вісн. Держ. акад. керів. кадрів культури і мистец.. — 2005. — № 1. — С. 17-21.
- «Поняття „милосердя“ і „прощення“ як об'єкт дослідження кінематографа» / М. Т. Братерська-Дронь // Вісн. Держ. акад. керів. кадрів культури і мистец.. — 2005. — № 4. — С. 5-9.
- «Інтерпретація понять добра і зла в культурному просторі постмодерну» / М. Братерська-Дронь // Актуальні проблеми мистецької практики і мистецтвознавчої науки. — 2008. — Вип. 1. — С. 199—204.
- «Інтерпретація проблеми свободи в кінематографі» / М. Братерська-Дронь // Мистецтвознавство України. — 2009. — Вип. 10. — С. 137—142.
- «Інтерпретація наріжних понять моральнісної свідомості (совість, сором, провина, розкаяння) у кіномистецтві» / М. Братерська-Дронь // Гуманітарний часопис. — 2009. — № 3. — С. 39-47.
- «Інтерпретація наріжних понять моральнісної свідомості в кіномистецтві»: монографія / Марина Тарасівна Братерська-Дронь; В.о. Київ. нац. ун-т театру, кіно і телебачення ім. І. К. Карпенка-Карого.– К. : НПУ ім. М. П. Драгоманова, 2009.– 185 с.
- «Нова — стара казка (Соціально-філософський аспект кіноказки)» / М. Братерська-Дронь // Актуальні проблеми мистецької практики і мистецтвознавчої науки. — 2010. — Вип. 3. — С. 262—269.
- «Рагнарек — Судний день» // Науковий вісник Київського національного університету театру, кіно і телебачення імені І. К. Карпенка-Карого. Збірник наукових праць. Вип. 6 — К., 2010 — с.431
- «Майбутня доля Землі є долею Всесвіту (деякі аспекти антропокосмічного світогляду вчених-космістів)» / М. Т. Братерська-Дронь // Гуманітарний часопис. — 2010. — № 3. — С. 5-11.
- «Тема апокаліпсису в кіномистецтві» / М. Братерська-Дронь // Вісник Маріупольського державного університету. Сер. : Філософія, культурологія, соціологія. — 2012. — Вип. 3. — С. 25-31.
- «Кінофантастика: філософський аспект»: монографія / М. Т. Братерська-Дронь. — К. : Вид-во НПУ ім. М. П. Драгоманова, 2013. — 243 c.
- «„Царство моїх идей попереду…“ (В. Вернадський про роль науки в ноосферному процесі)» / М. Т. Братерська-Дронь // Гуманітарний часопис. — 2013. — № 1. — С. 5-10.
- «Релігійна тематика на екрані: духовний аспект» / М. Т. Братерська-Дронь // Науковий вісник Київського національного університету театру, кіно і телебачення імені І. К. Карпенка-Карого. — 2014. — Вип. 15. — С. 74-81.
- «Релігійний аспект філософії вчених-космістів» / М. Т. Братерська-Дронь // Гуманітарний часопис. — 2014. — № 4. — С. 8-14.
- «Царство Духа і царство Кесаря в дзеркалі кіноекрана» / М. Т. Братерська-Дронь; Київ: Вид-во НПУ ім. М. П. Драгоманова, 2015. 92 с.
- «Левіафан Росії» / М. Братерська-Дронь // Науковий вісник Київського національного університету театру, кіно і телебачення імені І. К. Карпенка-Карого. — 2015. — Вип. 17. — С. 139—143.
- «„Страна не пожалеет обо мне, но обо мне товарищи заплачут“ (до 80-річчя від дня народження Геннадія Шпалікова)» / М. Братерська-Дронь // Науковий вісник Київського національного університету театру, кіно і телебачення імені І. К. Карпенка-Карого. — 2016. — Вип. 19.
- «Проблема безсмертя у філософії вчених-космістів» / М. Т. Братерська-Дронь // Гуманітарний часопис. — 2016. — № 2. — С. 5-13.
- «Зоряний шлях людства (космічна тема на кіноекрані)» / М. Т. Братерська-Дронь // Гуманітарний часопис. — 2017. — № 2. — С. 51-65.
- «„У роботів — свої казки“ (робототехнічна проблематика в соціокультурному просторі XX — початку XXI ст.)» / М. Т. Братерська-Дронь // Гуманітарний часопис. — 2018. — № 2. — С. 19-34.
- «Сімейно-побутова тематика на радянському кіноекрані (1920–1930-ті рр.)» / М. Т. Братерська-Дронь // Науковий вісник Київського національного університету театру, кіно і телебачення імені І. К. Карпенка-Карого. — 2018. — Вип. 23. — С. 71-78.
- «Поняття моральнісної свідомості (совість, сором, провина, розкаяння) в творах кіномистецтва» / М. Т. Братерська-Дронь // МІСТ: Мистецтво, історія, сучасність, теорія. — 2019. — Вип. 15. — С. 18-27.
- «У холодній вирві часу (Пам'яті Олександра Вампілова і шістдесятників)» / М. Т. Братерська-Дронь // Науковий вісник Київського національного університету театру, кіно і телебачення імені І. К. Карпенка-Карого. — 2019. — Вип. 24. — С. 112—117.
- «Фільми про дітей, для дітей і не тільки для дітей» / М. Т. Братерська-Дронь // Науковий вісник Київського національного університету театру, кіно і телебачення імені І. К. Карпенка-Карого. — 2019. — Вип. 25. — С. 61-67.
- «Наука і мистецтво про моральну відповідальність за майбутнє людства» / М. Т. Братерська-Дронь // Вісник Маріупольського державного університету. Серія: Філософія, культурологія, соціологія. — 2020. — Вип. 19. — С. 22-30.
- «Радянський кінодетектив: історія створення та особливості жанру» / М. Т. Братерська-Дронь // Вісник Маріупольського державного університету. Серія: Філософія, культурологія, соціологія. — 2020. — Вип. 20. — С. 40-49.[3]